# 砍柴姑娘
《砍柴姑娘》是一部中国上海美术电影制片厂制作的布偶动画，根据民间故事改编。该片获得了捷克斯洛伐克第十二届卡罗维发利国际电影节荣誉奖。

## 剧情简介
一位名叫“青儿”的小姑娘上山砍柴，爷爷嘱咐她要小心，不要走太远，不要像东村的小山子那样走丢了。路上，青儿遇见了一只骑着小黄牛、背着怪葫芦的老狼精，老狼精想要抓青儿，青儿觉察到后，躲进了一间木屋，但却没料想到木屋是老狼的家，所幸有小黄牛的帮助，老狼精才未能及时发现青儿。最后，小黄牛和青儿趁老狼精酒醉之时，联手将老狼精放入锅中烧死。小黄牛吃了怪葫芦里的药，变成了一位小男孩，而这位小男孩正是前几天在山里走丢的小山子。